# Synagogue de Hunyadi tér
La Synagogue de Hunyadi tér (en hongrois : Hunyadi téri zsinagóga) est une synagogue située dans le quartier de Terézváros, dans le 6e arrondissement de Budapest, à proximité des grandes halles de Hunyadi tér.